# Eriachneae
Eriachneae é uma tribo da subfamília Micrairoideae.

## Gêneros
- Eriachne
- Pheidochloa